# Тім Кейн
Тімоті Майкл «Тім» Кейн (англ. Timothy Michael «Tim» Kaine; нар. 26 лютого 1958, Сент-Пол, Міннесота) — американський політик-демократ, член Сенату США від штату Вірджинія з 2013 року, губернатор Вірджинії з 2006 до 2010. Голова Національного комітету Демократичної партії з 2009 до 2011.
Католик ірландського походження. Бакалавр економіки в Університеті Міссурі (1979), отримав юридичну освіту в Гарвардській школі права (1983). Кейн протягом року працював у католицькій місії в Гондурасі.
Член міської ради (1994–1998) і мер Ричмонда (1998–2002), заступник губернатора Вірджинії (2002–2006).
22 липня 2016 року, Гілларі Клінтон оголосила, що вона обрала Кейна як її віцепрезидента на президентських виборах 2016 року, а 27 липня 2016 року, Національна демократична конвенція 2016 призначила його своїм кандидатом на пост віцепрезидента.
У січні 2022 проголосував проти проєкту санкцій для газогону «Північний потік-2» як засобу запобігання російському вторгненню в Україну.

## Особисте життя
1984 року Кейн одружився з Енн Брайт Голтон, донькою колишнього губернатора Вірджинії А. Лінвуда Голтона. Пара зустрілася, коли вони обидва були студентами юридичної школи Гарвардського університету. Енн Голтон працювала суддею у справах побутових відносин у Ричмонді. Голтон була першою леді Вірджинії протягом терміну її чоловіка. У січні 2014 року вона була призначена губернатором Террі Мак-Олиффом на посаду секретаря освіти Вірджинії. Пара має трьох дітей: Нет (нар. 1990) Вуді (нар. 1992), й Енелла (нар. 1995). Нет, старший син, є морпіхом Сполучених Штатів.
Кейн і його дружина були парафіянами католицької церкви Сент-Елізабет в Ричмонді, де здебільшого були чорні зібрання, протягом 30 років. Кейн грав на гармоніці понад двадцять років, і часто бере кілька гармонік у подорожі.[джерело?]